# Paul Lizandier
Paul Childéric Xavier Lizandier (Nancray-sur-Rimarde, 2 dicembre 1884 – dicembre 1937) è stato un mezzofondista francese.
Prese parte ai Giochi olimpici di Londra 1908 nella corsa delle 5 miglia (raggiungendo il quarto posto in batteria) e nei 3 miglia a squadre; in quest'ultima gara corse con i connazionali Jean Bouin, Louis Bonniot de Fleurac, Joseph Dréher, Alexandre Fayollat vincendo la medaglia di bronzo.

## Palmarès
| Anno | Manifestazione            | Sede   | Evento             | Risultato     | Prestazione | Note  |
| ---- | ------------------------- | ------ | ------------------ | ------------- | ----------- | ----- |
| 1908 | Giochi della IV Olimpiade | Londra | 5 miglia           | elim. qualif. | 27'10"8     |       |
| 1908 | Giochi della IV Olimpiade | Londra | 3 miglia a squadre | Bronzo        | 32 p.       | [ 1 ] |